# ベネラ9号
ベネラ9号（Venera 9、ロシア語: Венера-9、製造番号:4V-1 No. 660）は、ソビエト連邦の無人金星探査機である。オービターとランダーから構成される。1975年6月8日2時38分00秒（UTC）に打上げられ、重さは4,936 kgであった。オービターは、金星軌道に達した初めての探査機となり、ランダーは別の惑星の画像を初めて地球に送信した。

## オービター
オービターは、2つの太陽電池の翼と高利得パラボラアンテナを有する円筒形の構造である。円筒の底には、推進システムを収めるベル型ユニット、頂部にはランダーを収める2.4 mの球体が接続された。
オービターは、1975年10月20日に金星軌道に入った。そのミッションは、ランダーからの通信を中継することと大気や雲の層を科学機器で探索することであった。1975年10月26日 - 12月25日にかけて、17回の測量を行った。

### オービターの搭載機器の一覧
- 1.6-2.8 μm IR Spectrometer
- 8-28 μm IR Radiometer
- 352 nm UV Photometer
- 2 Photo-polarimeters (335-800 nm)
- 300-800 nm Spectrometer
- . Lyman-α H/D Spectrometer
- Bistatic Radar Mapping
- CM, DM Radio Occultations
- Triaxial Magnetometer
- 345-380 nm UV Camera
- 355-445 nm Camera
- 6 Electrostatic Analyzers
- 2 Modulation Ion Traps
- Low-Energy Proton / Alpha detector
- Low-Energy Electron detector
- 3 Semiconductor Counters
- 2 Gas-Discharge Counters
- Cherenkov Detector

## ランダー

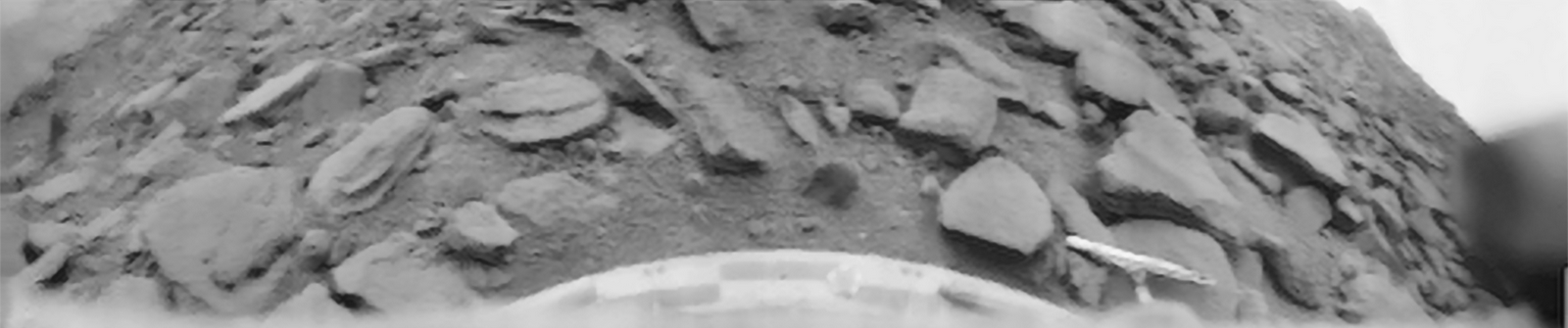
ベネラ9号による金星表面の画像

1975年10月20日、ランダーはオービターから分離し、10月22日5時13分（UTC）に着陸した。着陸地点は、ベータ地域近くの北緯31.01°東経291.64°から半径150 kmの範囲で、巨礫に覆われた20°の坂であった。金星の大気圏へ突入した球体は、1,560 kgの重さで、ペイロードは660 kgであった。
ランダーは、別惑星の表面画像を初めて地球に送信した探査機となった（火星を目指したバイキング1号に1年程先行した）。ソビエト連邦の宇宙計画は、恐らくは金星の濃い大気のおかげで、金星への着陸は、火星への着陸よりも手順が少なかったことから、火星のランダーよりも金星のランダーで大きな成功を収めることとなった。
熱負荷を分散させるためには、液体循環が用いられた。このシステムと突入前の事前冷却により、ランダーは、オービターとの通信が回復した着陸53分後からの運用が可能となった。降下中、熱の散失と減速は、半球状の殻と3つのパラシュート、円盤型ブレーキ、ドーナツ型圧縮金属着陸クッションで連続的に行われた。着陸地点は、ベネラ10号の着陸地点から約2,200 km離れていた。
ベネラ9号は、厚さ30 - 40 km、底の高さ30 - 35 kmの雲の測定を行い、また塩酸、フッ化水素酸、臭素、ヨウ素等を含む大気組成の測定を行った。その他の測定事項には、約9 MPaの表面気圧、485 ℃の温度、地球の中緯度の曇った夏の日に相当する表面の光レベル等がある。ベネラ9号は、金星表面の白黒テレビ映像を送信し、影があり、空気には塵がなく、30 - 40 cmの浸食がない様々な岩が存在することが示された。計画された360°のパノラマ画像は、2つのカメラのうち1つのレンズカバーが外れずに撮影出来ず、180°分しか撮影されなかった。この失敗は、ベネラ10号でも再発した。

### ランダーの搭載機器の一覧
- Temperature and pressure sensors
- Accelerometer
- Visible / IR photometer - IOV-75
- Backscatter and multi-angle nephelometer - MNV-75
- P-11 Mass spectrometer - MAV-75
- Panoramic telephotometers (2, with lamps)
- Anemometer - ISV-75
- Gamma ray spectrometer - GS-12V
- Gamma ray densitometer - RP-75
- Radio Doppler experiment